# Spoorlijn 139
Spoorlijn 139 is een Belgische spoorlijn die Leuven met Ottignies verbindt. De lijn is 29 km lang en volgt de vallei van de Dijle.

## Geschiedenis
Op 12 februari 1855 werd de spoorlijn tussen Leuven en Waver geopend. Een half jaar later, op 13 augustus 1855, werd ook de spoorlijn tussen Waver en Ottignies geopend.
Op 14 januari 1956 konden de eerste elektrische treinen rijden tussen Leuven en Waver. Ruim een jaar later, op 3 februari 1957, was ook het baanvak tussen Waver en Ottignies geëlektrificeerd met 3 kV gelijkspanning.
De spoorlijn is dubbelsporig over de volledige lengte. De maximumsnelheid bedraagt 90 km/u op het baanvak Leuven tot Sint-Joris-Weert en 120 km/u tussen Sint-Joris-Weert en Ottignies. De spoorlijn is volledig uitgerust met het beveiligingssysteem ETCS.

## Treindiensten
De NMBS verzorgt het personenvervoer met S-treinen, Piekuur- en ICT-treinen.
De volledige spoorlijn maakt deel uit van het Gewestelijk ExpressNet van Brussel , het traject Waver-Ottignies maakt ook deel uit van het S-net van Charleroi
| Treintype | Verbinding                                                                              | Opmerkingen                                                                 |
| --------- | --------------------------------------------------------------------------------------- | --------------------------------------------------------------------------- |
| S20       | Leuven - Ottignies                                                                      | Rijdt tijdens de week 2x/u Tijdens het weekend 1x/u                         |
| S61       | Waver - Ottignies - Charleroi - Jambes                                                  | Rijdt enkel tijdens de week van/naar Waver                                  |
| P         | Poperinge – Ieper – Kortrijk – Gent-Sint-Pieters – Mechelen – Leuven – Sint-Joris-Weert | Een trein op zondagavond tijdens het academiejaar richting Sint-Joris-Weert |
| P         | Essen – Antwerpen-Centraal – Leuven – Heverlee                                          | Een trein op zondagavond tijdens het academiejaar richting Heverlee         |
| P         | Hamont - Leuven – Heverlee                                                              | Een trein op zondagavond tijdens het academiejaar richting Heverlee         |
| ICT       | Leuven – Bierges-Walibi – Ottignies                                                     | Rijdt tijdens de openingstijden van Walibi.                                 |
| ICT       | Waver – Bierges-Walibi – Ottignies – Brussel-Zuid                                       | Rijdt tijdens de openingstijden van Walibi.                                 |
| ICT       | Waver – Bierges-Walibi – Ottignies                                                      | Rijdt tijdens de openingstijden van Walibi.                                 |
| ICT       | Waver – Bierges-Walibi – Ottignies-Fleurus-Charleroi-Centraal                           | Rijdt tijdens de openingstijden van Walibi.                                 |

## Goederenverkeer
De lijn is een belangrijke spoorlijn voor het goederenvervoer tussen de haven van Antwerpen en Luxemburg.

## Treinramp
Op 27 maart 2001 vond er in Pécrot een treinramp plaats. Twee treinen botsten frontaal op elkaar, doordat één trein kilometerslang over het verkeerde spoor reed. Er vielen acht doden en twaalf zwaargewonden.

## Aansluitingen
In de volgende plaatsen is of was er een aansluiting op de volgende spoorlijnen:
Leuven
HSL 2 tussen Leuven en Ans
Spoorlijn 35 tussen Leuven en Hasselt
Spoorlijn 36 tussen Brussel-Noord en Luik-Guillemins
Spoorlijn 36N tussen Brussel-Noord en Leuven
Spoorlijn 53 tussen Schellebelle en Leuven
Ottignies
Spoorlijn 140 tussen Ottignies en Marcinelle
Spoorlijn 161 tussen Schaarbeek en Namen

## Verbindingsspoor
139/1: Y Tivoli (lijn 36/2) - Y Parkbrug (lijn 139)
139L/2: Ottignies-Relais - Ottignies